# Škorpilovci
Škorpilovci (bulharsky Шкорпиловци) je vesnice ve Varenské oblasti v Bulharsku, na pobřeží Černého moře. Škorpilovci byla pojmenována na počest českých archeologů, bratrů Karla a Hermenegilda Škorpilových, před tím nesla název Făndăklii (Фъндъклии).

## Obyvatelstvo
V obci žije 693 stálých obyvatel a včetně přechodně hlášených obyvatel 736. Podle sčítáni 1. února 2011 bylo národnostní složení následující:
- Bulhaři: 463 (78.3 %)
- Turci: 72 (12.2 %)
- Romové: 56 (9.5 %)